# Zakaj ljubimo pse, jemo prašiče in nosimo krave
Zakaj ljubimo pse, jemo prašiče in nosimo krave: Uvod v karnizem (2009) je knjiga ameriške socialne psihologinje Melanie Joy, ki govori o sistemu prepričanj in psihologiji uživanja mesa – "karnizmu". Joy je skovala izraz karnizem leta 2001 in ga razvila ter dodelala v svoji doktorski disertaciji leta 2003. Karnizem je po njenem mnenju podmnožica specizma:9-12 in v nasprotju z etičnim veganstvom – moralno zavezo, da se posameznik vzdrži uživanja in druge uporabe mesa in ostalih živalskih proizvodov.

## Ozadje
Melanie Joy, zagovornica pravic živali, je bila dolgo zaskrbljena glede jezikovne pristranskosti izrazov, kot je recimo mesojed, ki so bili nenatančni in niso upoštevali "prepričanj, ki se skrivajo za obnašanjem". Mesojedi meso potrebujejo za preživetje, karnisti pa meso jejo le na podlagi svojih prepričanj.:422:30 Joy je odkrila, da oznaka za prepričanja ljudi, ki proizvajajo, uživajo in promovirajo meso, še ni obstajala. Skovala je torej izraz karnizem (lat. carne – meso, telo), da bi poimenovala in opisala ta dominantni kulturni sistem prepričanj. "Domnevamo, da si nam ni potrebno nadeti oznake, če se ravnamo po načinu razmišljanja večine, kakor da bi ga njegova razširjenost upravičevala kot del življenja, namesto preprosto kot razširjeno stališče. Uživanje mesa, četudi je kulturno prevladujoče, odseva izbiro, ki je ne zagovarja vsakdo", je zapisala Joy.

## Povzetek
Karnizem je prevladujoča, a nevidna paradigma v sodobni kulturi, ki podpira izbiro uživanja mesa.:138–139 Je nevidni sistem prepričanj tako v socialnem in psihološkem kot tudi v fizičnem smislu. V fizičnem smislu, ko npr. približno 10 milijard kopenskih živali v ZDA vsakoletno zakoljejo za meso, toda večine teh živali nihče pravzaprav ne vidi – zaprte so namreč v vzrejališčih:422, nevidne očem javnosti in tabu za medije. Melanie Joy trdi, da izbira uživanja mesa ni naravno prirojena ali samoumevna, kot trdijo zagovorniki uživanja mesa, temveč da je pod vplivom družbenega pogojevanja. Večini ljudi je mar za živali in ti ljudje seveda nočejo, da bi trpele.
Joy trdi, da obstaja nevrološka osnova za empatijo; večini ljudi je mar za živali in želijo si preprečiti njihovo trpljenje. Nadalje, ljudje vrednotijo sočutje, vzajemnost in pravičnost. Vendar pa se človeško vedenje tu ne ujema s temi vrednotami. Da bi še naprej jedli živali, ljudje prestajajo psihično omrtvičenje, ki izkrivlja dojemanje našega odnosa do živali in pa uporablja obrambne mehanizme, s katerimi utiša empatijo.
Prvič, karnizem zanika, da prehranjevanje z živalmi predstavlja problem; drugič, uživanje mesa upravičuje kot normalno, naravno, in nujno ter nasladno; tretjič, da prepreči kognitivno disonanco, karnizem spreminja dojemanje živali iz živih in čutečih posameznikov v predmete, abstrakcije in kategorije. Ljudje s takimi prepričanji se imenujejo karnisti.
S temi zanikanjem, upravičevanjem in izkrivljanjem zaznave, karnizem ljudi vodi v to, da ravnajo v nasprotju s svojimi temeljnimi vrednotami. Zagovorniki pravic živali in družboslovni znanstveniki imajo vlado in medije za primarna krivca legitimizacije karnističnega diskurza.:103

## Kritični sprejem
Pisatelj Megan Kearns se strinja z Joyjino trditvijo, da je karnizem v nasprotju z demokracijo, vendar dvomi o krivljenju sistema namesto ljudi, ki sprejemajo karnistične odločitve, samih: "Način, kako si kot družba predstavljamo prehranjevanje in živali, je protisloven in zahrbten. Vendar pa se zdi neprimerno kriviti sistem in istočasno od ljudi pričakovati, da bodo obudili svojo zavest in izvajali svobodno voljo." Kearns ugotavlja tudi, da je mnogo empatičnih ljudi, ki se odločijo jesti meso, vendar pa tudi mnogo vegetarijancev, katerih prehrana je zdravstvene narave, in ne moralne.
Helena Pedersen iz Univerze v Malmöu se sprašuje, ali je primerno ljudi, ki jejo meso, obravnavati kot homogena skupino, če pa obstaja veliko različnih vrst ljudi, ki jejo meso, vsak iz drugačnih razlogov.:112 Zagovorniki abolicionistične teorije pravic živali, kot je Gary L. Francione, ne sprejemajo koncept karnizma, saj menijo, da dobrobit živali podpira le posredno, saj ne poziva k takojšnji zavrnitvi vsega izkoriščanja živali in zato, ker ne spodbuja izrecno veganstva.
Knjiga je prav tako izšla v nemški izdaji, Warum wir Hunde lieben, Schweine essen und Kühe anziehen: Karnismus - eine Einführung.
V slovenščino še ni bila prevedena. Trenutno je v Sloveniji v knjižnicah na voljo le en izvod knjige v angleščini, in sicer v Kopru v Knjižnici Univerze na Primorskem, Znanstvenoraziskovalno središče.